# Arshile Gorky
Arshak Gorky, mais conhecido como Arshile Gorky (1904-1948), foi um pintor surrealista armênio pioneiro e a influência mais importante sobre os membros do movimento expressionista abstrato. O pintor passou a maior parte da sua vida como cidadão dos Estados Unidos. Junto com Mark Rothko, Jackson Pollock e Willem de Kooning, Gorky é considerado um dos mais importantes pintores norte-americanos do século XX. Como tal, é especulado que suas obras são influenciadas pelo sofrimento e perda que o artista passou por conta do genocídio armênio.

## Vida pregressa
Gorky nasceu em 15 de abril de 1904, na aldeia de Khorgon, no leste da Armênia. Aos cinco anos, começou a desenhar e pintar. Por volta da mesma época, seu pai emigrou para os Estados Unidos para evitar ser convocado ao exército, deixando a família para trás na cidade de Van.
Em 1915, Gorky fugiu de Van durante o genocídio armênio e escapou com sua mãe e suas três irmãs para um território controlado pela Rússia. Após o genocídio, a mãe de Gorky morreu de fome em Erevão em 1919. Quando chegou aos Estados Unidos, em 1920, Gorky, de 16 anos, se reuniu com seu pai, mas eles nunca se aproximaram.
Gorky estudou na Technical High School de Providence até à primavera de 1921. Depois frequentou a New School of Design, em Boston, no ano de 1924 – data da primeira sua pintura conhecida, Park Street Church, assinada com o pseudônimo Arshile Gorky. Segundo o seu sobrinho, Karlen Mooradian, ele “adotou o nome Arshile (a versão caucásica do nome real Arshak) e o apelido Gorky (que significa amargo em russo)”. No processo de reinventar sua identidade, Gorky teria afirmado ser um nobre da Geórgia e até mesmo dito às pessoas que ele era parente do escritor russo Maxim Gorky.
Em 1925, mudou-se para Nova York, adquirindo o seu primeiro ateliê. Cinco anos depois participou de sua primeira exposição coletiva, Exhibition of Work of 46 Painters and Sculptors under 35 Years of Age, no Museu de Arte Moderna de Nova York. O artista teve sua primeira exposição individual em 1934, nas Mellon Galleries, na Filadélfia. 
O armênio levou vinte anos – pintando no estilo de Cézanne e depois no de Picasso – para chegar a seu estilo maduro evidente em O Fígado é a Crista do Galo (1944). Na obra, tudo está em vias de se transformar em outra coisa. As forças biomórficas tem Miró como referência, enquanto a cor brilhante e seu manuseio espontâneo refletem o entusiasmo do artista por Kandinsky. A força de atração e repulsão das formas e seu inter-relacionamento dinâmico, no entanto, são características exclusivamente suas.

## Trajetória artística
Gorky foi o personagem principal da transição entre o surrealismo norte-americano e o movimento que se seguiu nos Estados Unidos, o expressionismo abstrato. Sua obra inicial foi realizada em condições de extrema pobreza ainda na Armênia, mas já evidenciava uma progressão constante através dos estilos modernistas básicos. Durante a Primeira Guerra, começou a fazer explorações cada vez mais corajosas e, nos anos 1930, já buscava o surrealismo.
Harold Rosenberg, um dos principais críticos do expressionismo abstrato, diz que a obra de Gorky nessa época era "... cheia de metáforas e associações. Entre organismos estranhos e macios e fendas e borrões insidiosos, pétalas lembram garras em uma selva de partes corporais flácidas, fístulas intestinais, genitálias e várias dobras nos membros".
Gorky foi especialmente influenciado pelo pintor chileno Roberto Matta e tem sua obra frequentemente aproximada à do veterano surrealista André Masson. Em 1944, entrou em contato com a obra de André Breton e completou sua liberação como artista. Por volta de 1947, já superava seus mestres pela forma como usava os materiais. A filosofia de arte que Gorky expressou numa entrevista com um jornalista naquele mesmo ano teria importantes implicações para o futuro da pintura americana:
"Quando algo está concluído, significa que está morto, não é? Acredito na perpetuidade. Nunca termino um quadro – simplesmente deixo de trabalhar nele por um tempo. Gosto de pintar porque é uma atividade que nunca concluo. Às vezes pinto um quadro, depois o desmancho. Às vezes trabalho em quinze ou vinte quadros de uma vez. Ajo assim porque quero – porque gosto de mudar de ideia frequentemente. O certo é sempre estar começando a pintar, nunca terminar a pintura."
Essa ideia de uma "dinâmica contínua" teria papel importante no expressionismo abstrato e, sobretudo, na obra de Jackson Pollock. O próprio Gorky, porém, suicidou-se em 1948 e não conseguiu levar a ideia adiante.